# Cylindromyia bicolor
Cylindromyia bicolor là một loài ruồi trong họ Tachinidae.